# Nakovanska kultura
Nakovanska kultura je eneolitička kultura koja je bila rasprostranjena na istočnoj jadranskoj obali.
Zbog slabe istraženosti u primorskoj Hrvatskoj, eneolitik je slabije poznat od drugih prapovijesnih razdoblja. Najstarija je u eneolitiku protonakovanska kultura, koja je nastala simbiozom kasnohvarskih i kasnovinčanskih elemenata. Iz nje je izrasla nakovanska kultura, a prodorom kontinentalnog eneolitika, odnosno rasprostiranjem jadranskog tipa ljubljanske kulture označeno je završno razdoblje eneolitika na istočnoj jadranskoj obali. Najstariji ostaci ljudskog djelovanja u Nakovani pronadeni su u istražnoj sondi Spile na Kopinju gdje su arheolozi pronašli na tisuće krhotina keramike, kostiju, školjaka, kremena itd. Keramika koja se naziva impresso potječe iz najranijeg neolitika, poslije nje slijede postimpresso, hvarska kultura, te kultura koja je zbog specifičnosti dobila ime nakovanska kultura. Stanovnici Nakovane održavali su kontakte sa susjednim područjima i otocima Korčula, Hvar, Vis, ali i s udaljenim prostorima poput Palagruže, Tremita, Lipara, južne Italije i Sicilije.

## Poveznice
- Spila Nakovana